# Assassin's Creed Odyssey
Assassin's Creed Odyssey este un joc video de genul RPG de acțiune lansat în 2018, dezvoltat de Ubisoft Quebec și publicat de Ubisoft. Este a unsprezecea intrare din ramura principală, a douăzecea, per total, din seria Assassin's Creed și succesorul jocului Assassin's Creed Origins din 2017. Cu o intrigă ce se petrece în anul 431 î.Hr, jocul prezintă o istorie ficțională a războiului peloponesiac dintre Atena și Sparta. Jucătorii controlează un mercenar masculin sau feminin (greacă veche μίσθιος misthios) ce luptă de ambele tabere în timp ce încearcă să își salveze familia și să descopere un cult malefic.
Jocul a fost lansat internațional pentru Microsoft Windows, PlayStation 4, Xbox One și (exclusiv în Japonia) pentru Nintendo Switch pe 5 octombrie 2018, iar o versiune pentru Google Stadia a fost lansată ulterior în 2019. A fost lăudat pentru sistemul open world, grafică, lupte, poveste și personaje, dar a fost criticat pentru repetitivitate, microtranzacții și pentru că s-a simțit suprasaturat.

## Gameplay
Assassin's Creed Odyssey empatizează cu elementele de role-playing mai mult decât jocurile anterioare din serie. Jocul conține opțiuni de dialog, misiuni branșate și deznodăminte multiple. Jucătorul poate alege sexul protagonistului, preluând rolul lui Alexios sau al Kassandrei. Jocul conține un sistem de notorietate, în care mercenarii îl urmăresc pe jucător dacă acesta a comis fărădelegi, precum crime sau furturi.
Jucătorul-personaj, Alexios sau Kassandra, este un mercenar și descendent al regelui spartan Leonidas I. Aceștia îi moștenesc sulița ruptă, care este transformată într-o lamă ce îi acordă jucătorului abilități speciale în luptă. Jocul folosește un sistem tip arbore de abilități ce îi permite jucătorului să deblocheze noi abilități. Cele trei ramuri ale arborelui sunt "hunter-vânătorul", care îmbunătățesc tragerea cu arcul a jucătorului, "warrior-războinicul", care se concentrează pe lupta corp-la-corp și  "assassin", care se focusează pe stealth. Acesta înlocuiește sistemul disponibil în Origins, care îi acorda jucătorului o serie de abilități pasive.
Sistemul de luptă hitbox introdus în Origins se întoarce și este extins pentru a-i permite jucătorului accesul la diferite abilități speciale atunci când bara de abilități este plină. Aceste abilități includ o "ploaie" de săgeți și o lovitură puternică de picior ce îi va dezechilibra pe inamici, și sunt similiare cu mecanica "Overpower" introdusă în Origins, care îi permitea jucătorului să utilizeze în luptă o mișcare care să-l doboare complet pe inamic. Jocul conține și un sistem de echipament în care fiecare armură purtată de jucător are diferite statistici și furnizează o gamă de avantaje. Acestea pot fi echipate și îmbunătățite individual.
Assassin's Creed Odyssey reintroduce luptele navale, jucătorul având acces la nave de război din perioada Antichității pentru a explora Marea Egee. Conflictul dintre Atena și Sparta este reprezentat printr-un "Sistem de război" ce îi permite jucătorului să accepte contracte de la mercenari și să participe în diferite bătălii la scară largă împotriva facțiunilor ostile. Sistemul de război poate schimba influența unei facțiuni dintr-o regiune.
Jucătorul poate dezvolta relații romantice cu NPC-uri de ambele sexe, indiferent de sexul personajului ales. Regizorul creativ Jonathan Dumont a spus că "de vreme ce povestea este influențată de alegeri, nu vom forța jucătorii să se angajeze în relații romantice cu care nu s-ar simți confortabil (...) Cred că acest lucru le va permite tuturor să construiască o relație pe care și-o doresc, iar asta simt că respectă dorința și stilul de joc al fiecăruia." Jucătorii și criticii au apreciat includerea opțiunilor de relații queer. Cu toate acestea, mulți au reacționat negativ atunci când povestea din DLC-ul Legacy of the First Blade îl forțează pe jucătorul-personaj să intre într-o relație și să aibă un copil cu o persoană de sex opus, considerând că această decizie a invalidat identitatea personajului și aspectele de roleplaying pe care Ubisoft le-a prezentat anterior. Ubisoft a răspuns că "dorim să acordăm jucătorilor alegerea în Odyssey oricând este posibil și ne cerem scuze celor surprinși de evenimentele din acest episod". Ulterior, Ubisoft a anunțat că romanța forțată va fi eliminată printr-un patch și o secvență modificată. Cu toate acestea, modificarea îl face pe jucător doar să îi spună copilului că a făcut ceea ce a făcut pentru moștenirea familiei - copilul rămâne obligatoriu.

## Povestea

### Cadrul
Acțiunea jocului are loc în anul 431 î.Hr, cu patru sute de ani înainte de evenimentele din Assassin's Creed Origins. Prezintă o istorie ficțională secretă a războiului peloponesiac, care s-a disputat între orașele-stat ale Greciei. Jucătorul preia rolul unui mercenar și poate lupta pentru Liga de la Delos, condusă de Atena, sau pentru Liga peloponesiacă, condusă de Sparta. Povestea principală a jocului îl prezintă pe jucător în încercarea de a-și regăsi familia destrămată, după ce, la comanda oracolului din Sparta, el și fratele său au fost aruncați de pe o stâncă atunci când erau mici și au fost lăsați să moară. Misiunile secundare urmăresc distrugerea unui cult malefic din lumea greacă și descoperirea unor artefacte și monștri de pe Atlantida.
Similar jocurilor anterioare din serie, Odyssey conține și o ramură narativă ce se petrece în prezent și o urmărește pe Layla Hassan, personaj introdus în Assassin's Creed Origins.
Jocul conține diferite personaje istorice cu care protagonistul se poate întâlni și angaja în discuții, printre care Alcibiade, Archidamos al II-lea, Aristofan, Aspasia, Brasidas, Euripide, Kleon, Democrit, Herodot, Hippocrate, Pausanias, Pericle, Phidias, Policlet, Praxilla, Pitagora, Socrate, Sofocle și Thespis. Jocul include și locații istorice sau mitice din Grecia Antică, precum vechea Agoră din Atena, Cefalonia, Itaca, Odeonul din Atena, pădurea de stejari din Foloi, statuia lui Zeus din Olympia, Naxos, Lesbos, Atena antică, Argolida antică, Pnyx, Focida, Macedonia și Mesara, iar jucătorul se poate luptă cu creaturi faimoase din mitologia greacă precum Medusa, Ciclopi și Minotaurul.

### Intriga
În timpul bătăliei de la Termopile, regele Leonidas conduce armata spartană împotriva ofensivei persane. Bătălia este câștigată, dar Leonidas află de la un soldat inamic capturat de existența unei cărări în munte, comunicată armatei persane ce va urma să îi înconjoare pe spartani până dimineața. Cu toate acestea, Leonidas reușește să blocheze avansarea persanilor.
În prezent, Layla Hassan recuperează Sulița lui Leonidas și extrage ADN-ul a două persoane, frații Kassandra și Alexios. Cu ajutorul Asasinilor, Layla îi alege pe unul dintre frați ("Misthios-Mercenarul") și activează Animusul pentru a localiza Sceptrul lui Hermes. 
Mercenarul începe ca și copil spartan, crescut de părinții săi, Nikolaos și Myrrine, și moștenește Sulița lui Leonidas de la Myrrine, ea fiind descendentă a lui Leonidas. Cu toate acestea, într-o zi, Mercenarul și fratele său sunt aruncați de pe o stâncă, în urma unei profeții a unui oracol, Mercenarul fiind aruncat de însuși Nikolaos. Mercenarul supraviețuiește căderii și fuge pe insula Cefalonia, acolo unde primește misiuni dubioase, până la începerea războiului peloponesiac. 
Mercenarul este abordat de un om înstărit pe nume Elpenor, care îl angajează să îl asasineze pe "Lupul din Sparta". Ulterior, Mercenarul descoperă că Lupul este însuși Nikolaos și îl confruntă. Nikolaos regretă ce a făcut, dar spune că a făcut-o pentru binele Spartei. Mercenarul are alegerea de a-l executa sau cruța pe Nikolaos și află că Nikolaos este, de fapt, tatăl vitreg al său și că Myrrine este în pericol. Mercenarul îl confruntă pe Elpenor, care știa că Nikolaos este tatăl vitreg și că îl voia mort pentru a prelungi războiul. Îi oferă apoi misiunea de a o asasina pe Myrrine, dar Mercenarul refuză și Elpenor fuge. Mercenarul călătorește apoi la Delfi pentru a o întreba pe Pythia despre locația Myrrinei. Tot acolo, el îl întâlnește pe Herodot, care recunoaște Sulița lui Leonidas din mâinile Mercenarului. După întâlnirea cu Pythia, Mercenarul este avertizat despre Cultul lui Kosmos, care dorește să îl omoare pe Mercenar și familia sa. Ulterior, Mercenarul îl omoară pe Elpenor și îi fură costumația pentru a se inflitra la o întrunire secretă a Cultului. El află de planul Cultului de a stăpâni Grecia din umbră, și că liderul lor, Deimos, este, de fapt, fratele Mercenarului, acum spălat pe creier pentru a urma ordinele Cultului. 
Mercenarul își continuă călătoria prin Grecia, eliminând membrii Cultului atât din Sparta, cât și din Atena, și împrietenindu-se cu personaje influente din lumea greacă, precum Pericle și partenera sa, Aspasia. El nu reușește să oprească asasinatul lui Pericle de către Deimos, dar se reunește cu Myrrine și îl găsește pe tatăl său natural, Pitagora, ținut în viață de Sceptrul lui Hermes. Myrrine și Pitagora dezvăluie că Alexios și Kassandra au fost concepuți pentru a conserva linia de sânge a lui Leonidas și că el și descendenții săi au o legătură specială cu artefactele Precursorilor, precum Sulița lui Leonidas. Pitagora îi cere Mercenarului să recupereze diferite artefacte ale Precursorilor necesare pentru a sigila Atlantida, pentru ca erudiția lor nu fie folosită în scop malefic de către inamici, precum cei din Cult. După aceea, Mercenarul răzbună moartea lui Pericle prin asasinarea rivalului său politic, Kleon. În funcție de alegerile Mercenarului, el îl poate convinge pe Deimos să abandoneze Cultul și să îl coopteze în familie, împreună cu Nikolaos, Myrrine și noul frate vitreg, Stentor, pentru a trăi fericiți în fosta casă din Sparta, dar există și posibilitatea unui deznodământ mai puțin fericit. 
Cu războiul încheiat și Cultul eliminat, Mercenarul se îndreaptă spre locul de întâlnire secret al Cultului, de la Templul din Delfi, pentru a distruge piramida Precursorilor, pe care Cultul o utiliza pentru a influența politica din Grecia. Atingând-o, Mercenarul are viziuni cu conflictele ulterioare ale lumii înainte de a distruge piramida. Ulterior, Aspasia ajunge la Templu și dezvăluie că ea a fost liderul inițial al Cultului, dar l-a părăsit atunci când nu a mai fost de acord cu acțiunile întreprinse și membrii devenit corupți. Aspasia îi mulțumește Mercenarului că a distrus Cultul. Mercenarul are opțiune de a o asasina sau cruța pe Aspasia, dar, indiferent de alegerea făcută, rupe legăturile cu ea. Într-un final, Mercenarul colectează toate artefactele necesare pentru a sigila Atlantida și activează o înregistrare a Precursoarei Aletheia, în care pledează cu Mercenarul și Layla că tehnologia și cunoștința Precursorilor nu sunt destinate oamenilor și trebuie distruse pentru ca omenirea să-și atingă potențialul adevărat. Refractar, Pitagora înmânează Sceptrul lui Hermes, Mercenarului și moare. Apoi, Mercenarul își continuă aventurile prin Grecia.
În prezent, Layla folosește datele din Animus pentru a găsi Atlantida și a o activa. În timp ce Asasinii analizează datele, Layla este șocată să îl găsească pe Mercenar, ținut în viață de Sceptrul lui Hermes. Mercenarul o avertizează pe Layla că lumea are nevoie de un echilibru între ordine și haos (Asasini și Templieri) și dacă oricare dintre cele două o va doborî pe cealaltă, lumea va fi distrusă. Mercenarul explică și că Layla este cea care va aduce echilibrul între ordine și haos și îi înmânează Sceptrul, sacrificându-și viața. Cu toate acestea, Layla spune că mai sunt multe de văzut în viața Mercenarului și reintră în Animus.

### Conținutul descărcabil
Două pachete noi DLC, fiecare de câte trei episoade, au fost lansate pentru a continua intriga poveștii principale: Legacy of the First Blade și The Fate of Atlantis.

#### Legacy of the First Blade
Acest DLC se concentrează pe modul cum Odyssey este conectat cu celelalte jocuri din serie. Există trei capitole: Hunted, Shadow Heritage și Bloodline. 
În "Hunted", Mercenarul călătorește în Macedonia și îl întâlnește pe Asasinul Darius, născut Artabanus, și copilul său (cu sex opus față de Mercenar). Ordinul Anticilor a ajuns în Grecia pentru a-l ucide pe Darius și pe copilul său, dar și pe Mercenar, pe care îl consideră din linia de sânge a 'Celor Pătați', aceștia fiind considerați oameni cu puterea de a distruge lumea. Mercenarul lucrează împreună cu Darius și copilul său pentru a-l găsi și asasina pe Vânător, om însărcinat cu eradicarea Celor Pătați. Înainte ca Vânătorul să fie asasinat, Darius dezvăluie că a lucrat împreună cu el pe vremea când se afla în Persia pentru a-l asasina pe Xerxes I al Persiei. Cu toate acestea, Darius a încercat să-l asasineze și pe Artaxerxes I al Persiei, dar a fost oprit de fostul său prieten, Amorges, care considera că nu este necesar să-l asasineze pe noul rege. Din această cauză, Darius a fost etichetat ca trădător și forțat să fugă cu singurul său copil. Ulterior, Darius și copilul său părăsesc Macedonia după ce își iau rămas-bun de la Mercenar.
În "Shadow Heritage", Mercenarul călătorește în Ahaia și se întâlnește din nou cu Darius. După ce eliberează câțiva prizonieri, Mercenarul află că Ordinul, condus de Vijelie, a format o blocadă navală în jurul portului din Ahaia pentru a-l bloca pe Darius și pe copilul său din a pleca din Grecia. Cu ajutorul oamenilor, Mercenarul reușește să slăbească puterile Ordinului în Ahaia. În plus, Mercenarul dobândește o nouă armă pentru vasul propriu, armă pe care Vijelia intenționa să o instaleze pe nava lui numită Scila. După ce montează noua armă, Mercenarul distruge blocada navală a Ordinului și nava lui Vijelie, după care îl omoară și pe el, dar nu înainte de a se dezvălui că și el este unul dintre Cei Pătați.
Înainte ca Darius și copilul său să plece, Mercenarul îi roagă să plece sau își ia rămas-bun. Indiferent de alegerea făcută, Darius și copilul său decid să rămână cu Mercenarul în Ahaia. Ulterior, Mercenarul are un băiat, Elpidios, împreună cu copilul lui Darius. 
În "Bloodline", Mercenarul petrece timp cu Elpidios, Darius și copilul lui în Ahaia, obișnuindu-se cu viața simplă. Din păcate, satul este atacat de Ordin după ce Amorges, deghizat în negustor, află locația lor. Amorges ordonă întregului Ordin să vină în Grecia pentru a se confrunta cu Darius și Mercenar odată pentru totdeauna. În atac, copilul lui Darius este omorât încercând să-l protejeze pe Elpidios, care este răpit de Ordin. După atac, Mercenarul și Darius ajung la fortăreața Ordinului din Messinia. După ce conlucrează pentru a-l ademeni pe Amorges afară din bârlog, ei se confruntă ulterior cu el și îl asasinează. Amorges dezvăluie unde se află Elpidios și că este în siguranță. În ultimele sale momente, el dezvăluie că Ordinul este o idee, nu un grup de oameni, iar Mercenarul și Elpidios vor fi mereu în vizor. Cu toate acestea, Darius afirmă că știința se poate lupta cu asta și se împacă cu Amorges înainte ca acesta să moară. După ce îl salvează pe Elpidios, Mercenarul crede că viața sa de Pătat ar fi una periculoasă pentru Elpidios și decide să îl trimită departe de Grecia. De aceea, Mercenarul îl pune pe Elpidios în grija lui Darius. După ce își ia rămas-bun de la Mercenar, Darius părăsește Grecia cu Elpidios și se îndreaptă spre Egipt, acolo unde vor deveni strămoși ai asasinei Aya.

#### The Fate of Atlantis
Acest DLC se concentrează pe mitologia greacă. Există trei episoade: Fields of Elysium, Torment of Hades și Judgement of Atlantis.
În "Fields of Elysium", Mercenarul explorează viața de apoi greacă în paradisul Câmpiilor Elizee (acolo unde Mercenarul se întâlnește cu Persefona, Hermes și Hecate) și descoperă secretele sinistre din spatele fațadelor frumoase. După ce dobândește puterea din Elizee, Mercenarul este obligat să se lupte cu Hermes. După ce îl înfrânge pe acesta, Persefone însuși ajunge și îl omoară pe Hermes. Ea îl invită apoi pe Mercenar în palatul ei și îl izgonește în Tartar.
În "Torment of Hades", Mercenarul se luptă cu Cerber, paznicul de la porțile Infernului, și îl întâlnește pe Hades, care îi promite ieșirea din Tartar dacă îndeplinește anumite munci. Pe parcurs, acesta îi mai întâlnește pe Perseu, Ahile, Agamemnon și Heracle și explorează misterul din spatele scufundării orașului  Atlantida. După ce îndeplinește muncile cerute de Hades și Charon, Mercenarul descoperă că zeul Infernului a mințit în tot acest timp în legătură cu biletul de plecare din Tartar, iar Mercenarul se luptă cu acesta și îl înfrânge.
În “The Judgement of Atlantis”, Mercenarul ajunge pe tărâmul zeului mărilor Poseidon și devine mâna dreaptă a acestuia, numit en:dikastes - judecător. Însărcinat cu puterea zeiței Themis, Mercenarul va trece prin diferite probe propuse de zei și muritori deopotrivă. Pe lângă acest lucru, Mercenarul va dobândi, pe parcursul călătoriei, cunoștințele civilizației antice Isu. Primul punct de cotitură este reprezentat de anularea deciziei titanului Atlas de a-și omorî frații pentru cutezanța acestora. După aceea, Mercenarul se va împrieteni cu amanta titanului, care dorește să intre în posesia unui material rar, numit adamantium. Al treilea punct este reprezentat de o formă de fotosinteză timpurie, dar avansată. În cele din urmă, Mercenarul va fi nevoit să scufunde Atlantida, pentru salvarea acesteia.

## Lansare
Anterior apariției jocului la E3 2018, Assassin's Creed Odyssey a fost "leak"-uit în mai 2018, după ce site-ul francez Jeuxvideo a primit un cod ce conținea numele Assassin's Creed Odyssey pe el. Ubisoft a anunțat că Assassin's Creed Odyssey va apărea la Electronic Entertainment Expo 2018 la puțin timp după. Cu o zi înainte de conferința de presă a Ubisoft de la E3, capturi de ecran din joc au apărut pe site-ul web de gaming Gematsu. Jocul a fost lansat pe 5 octombrie 2018 pentru Microsoft Windows, PlayStation 4 și Xbox One. O versiune pentru Nintendo Switch a fost anunțată în timpul conferinței Nintendo Direct din septembrie 2018, din Japonia. Assassin's Creed Odyssey este un joc bazat în cloud pentru Nintendo Switch, această versiune lansându-se în aceeași zi cu cea pentru celelalte platforme, dar exclusiv în Japonia.
Season pass-ul jocului va avea două povești DLC ce se vor întinde pe parcursul a șase episoade, precum și ediții remasterizate ale jocurilor Assassin's Creed III și Assassin's Creed Liberation. Un mod de tip story creator, care le permite jucătorilor să creeze și să distribuie misiuni customizate, a fost lansat în iunie 2019. Discovery Tour: Ancient Greece, un mod educațional care îi permite jucătorului să exploreze liber Grecia Antică pentru a afla mai multe despre istoria și viața zilnică a locuitorilor, dar și să se îmbarcheze într-un tur cu ghid realizat de istorici, este programat să se lanseze la finalul anului 2019.

### Ediții
Următoarele ediții au fost anunțate:
| Conținut                              | Ediția Standard (console și PC)                            | Ediția Deluxe (console și PC)                              | Ediția Gold (console și PC)                                | Ediția Ultimate (console și PC)                            | Ediția Omega (console și PC) (exclusiv UE)                 | Ediția Medusa (console și PC) (exclusiv UE) | Ediția Spartan (exclusiv Uplay) (console și PC) | Ediția Pantheon (exclusiv Uplay) (console și PC) |
| ------------------------------------- | ---------------------------------------------------------- | ---------------------------------------------------------- | ---------------------------------------------------------- | ---------------------------------------------------------- | ---------------------------------------------------------- | ------------------------------------------- | ----------------------------------------------- | ------------------------------------------------ |
| Discul jocului                        | Da                                                         | Nu                                                         | exclusiv PS4 și Xbox One                                   | Nu                                                         | Da                                                         | Da                                          | Da                                              | Da                                               |
| Conținut virtual                      |                                                            |                                                            |                                                            |                                                            |                                                            |                                             |                                                 |                                                  |
| Acces timpuriu de 3 zile              | Nu                                                         | Nu                                                         | Da                                                         | Da                                                         | Nu                                                         | Da                                          | Da                                              | Da                                               |
| Misiunea The Blind King               | Da (exclusiv precomenzi) (disponibil și prin Ubisoft Club) | Da (exclusiv precomenzi) (disponibil și prin Ubisoft Club) | Da (exclusiv precomenzi) (disponibil și prin Ubisoft Club) | Da (exclusiv precomenzi) (disponibil și prin Ubisoft Club) | Da (exclusiv precomenzi) (disponibil și prin Ubisoft Club) | Da                                          | Da                                              | Da                                               |
| Misiunile Secrets of Greece           | Nu                                                         | Nu                                                         | Da                                                         | Da                                                         | Nu                                                         | Da                                          | Da                                              | Da                                               |
| Pachetul de echipament Kronos         | Nu                                                         | Da                                                         | Nu                                                         | Da                                                         | Da                                                         | Da                                          | Da                                              | Da                                               |
| Pachetul de echipament Herald of Dusk | Nu                                                         | Da                                                         | Nu                                                         | Da                                                         | Nu                                                         | Nu                                          | Da                                              | Da                                               |
| Boost XP și Drachmae                  | Nu                                                         | Da                                                         | Da                                                         | Da                                                         | Da                                                         | Nu                                          | Da                                              | Da                                               |
| Pachetul Capricornus Naval            | Nu                                                         | Da                                                         | Da                                                         | Da                                                         | Nu                                                         | Nu                                          | Da                                              | Da                                               |
| Season Pass                           | Nu (poate fi achiziționat separat)                         | Nu (poate fi achiziționat separat)                         | Da                                                         | Da                                                         | Nu (poate fi achiziționat separat)                         | Nu (poate fi achiziționat separat)          | Da                                              | Da                                               |
| Conținut fizic                        |                                                            |                                                            |                                                            |                                                            |                                                            |                                             |                                                 |                                                  |
| Steelbook                             | Nu                                                         | Nu                                                         | exclusiv PS4 și Xbox One                                   | Nu                                                         | Nu                                                         | Nu                                          | Da                                              | Da                                               |
| Harta lumii                           | Nu                                                         | Nu                                                         | Nu                                                         | Nu                                                         | Da                                                         | Da                                          | Da                                              | Da                                               |
| CD cu coloana sonoră oficială         | Nu                                                         | Nu                                                         | Nu                                                         | Nu                                                         | Nu                                                         | Da                                          | Da                                              | Da                                               |
| Carte ilustrată                       | Nu                                                         | Nu                                                         | Nu                                                         | Nu                                                         | Da                                                         | Da                                          | Da                                              | Da                                               |
| Pachet exclusiv                       | Nu                                                         | Nu                                                         | Nu                                                         | Nu                                                         | Nu                                                         | Da                                          | Da                                              | Da                                               |
| Figurină                              | Nu                                                         | Nu                                                         | Nu                                                         | Nu                                                         | Nu                                                         | Statuia Gorgonei Decăzute                   | Statuia Saltului Spartan                        | Diorama lui Nemesis                              |
| Litografie exclusivă                  | Nu                                                         | Nu                                                         | Nu                                                         | Nu                                                         | Nu                                                         | Nu                                          | Da                                              | Da                                               |

## Primire
Assassin's Creed Odyssey a primit recenzii "majoritar favorabile" pentru toate platformele, conform site-ului Metacritic.
EGMNow i-a acordat jocului o notă de 8.5/10, scriind că "Assassin's Creed Odyssey se ridică la așteptările seriei. Prin dorința completă de a deveni un RPG de acțiune, personajele, luptele, povestea și mesajul din Odyssey întrec orice lucru pe care seria l-a îndeplinit până acum. Uneori își ratează scopul, precum atunci când împarte momentele poveștii sau când sistemul de leveling îți scapă din mâini, dar, per general, experiența este pur și simplu epică."
IGN a lăudat "construcția lumii, mediul și gameplay-ul captivant" și a încheiat recenzia cu o notă de 9.2/10 și cu "Aventura open-world din Assassin's Creed Odyssey prin Grecia Antică este un fior splendid, cel mai bun de până acum din serie." GamesRadar+ i-a acordat 5 stele din 5, lăudând personajele, lumea și povestea fermecătoare, spunând că "perfecționează toate lucrurile pe care Origins le-a făcut și le îmbunătățește în moduri pe care nu le credeai posibile de la un joc Assassin's Creed. Odyssey le are pe toate."
Cu toate acestea, Ben "Yahtzee" Croshaw de la Zero Punctuation l-a clasat pe locul trei în topul celor mai plictisitoare jocuri din 2018, spunând că "merită mențiunea specială de a fi jocul Assassin's Creed care, într-un final, m-a plictisit de toată această treabă sordidă."

### Vânzări
În prima săptămână de la lansare din Japonia, versiunea pentru PlayStation 4 a lui Assassin's Creed Odyssey a fost vândută în 45.166 de copii. În SUA, copiile din prima săptămână de la lansare se vindeau într-un ritm mai rapid decât orice alt joc din serie de pe generația curentă de console.
Ubisoft a spus că vânzările digitale ale jocului au însumat 45% din vânzările totale, o creștere de 10% față de Assassin's Creed Origins.

### Distincții
| Anul | Premiul                                                 | Categoria                                                 | Rezultat     | Ref           |
| ---- | ------------------------------------------------------- | --------------------------------------------------------- | ------------ | ------------- |
| 2018 | Premiile Criticilor de Jocuri                           | Cel mai bun joc pentru console                            | Nominalizare | [ 45 ]        |
| 2018 | Premiile Criticilor de Jocuri                           | Cel mai bun joc de acțiune/aventură                       | Nominalizare | [ 45 ]        |
| 2018 | Gamescom 2018                                           | Cel mai bun RPG                                           | Nominalizare | [ 46 ]        |
| 2018 | Gamescom 2018                                           | Cel mai bun joc pentru console (PlayStation 4)            | Nominalizare | [ 46 ]        |
| 2018 | Premiile Golden Joystick                                | Cel mai bun joc al anului                                 | Nominalizare | [ 47 ] [ 48 ] |
| 2018 | The Game Awards 2018                                    | Jocul anului                                              | Nominalizare | [ 49 ]        |
| 2018 | The Game Awards 2018                                    | Cea mai bună regie artistică                              | Nominalizare | [ 49 ]        |
| 2018 | The Game Awards 2018                                    | Cel mai bun dublaj (Melissanthi Mahut)                    | Nominalizare | [ 49 ]        |
| 2018 | The Game Awards 2018                                    | Cel mai bun joc de acțiune/aventură                       | Nominalizare | [ 49 ]        |
| 2018 | Premiile Gamers' Choice                                 | Jocul preferat al fanilor                                 | Nominalizare | [ 50 ]        |
| 2018 | Premiile Gamers' Choice                                 | Jocul de acțiune preferat al fanilor                      | Nominalizare | [ 50 ]        |
| 2018 | Premiile Gamers' Choice                                 | Jocul single-player preferat al fanilor                   | Nominalizare | [ 50 ]        |
| 2018 | Premiile Gamers' Choice                                 | Personajul preferat al fanilor (Alexios și Kassandra)     | Nominalizare | [ 50 ]        |
| 2018 | Premiile Gamers' Choice                                 | Dublajul masculin preferat al fanilor (Michael Antonakos) | Nominalizare | [ 50 ]        |
| 2018 | Premiile Gamers' Choice                                 | Dublajul feminin preferat al fanilor (Melissanthi Mahut)  | Nominalizare | [ 50 ]        |
| 2018 | Premiile Australiene pentru Jocuri                      | Jocul RPG al anului                                       | Nominalizare | [ 51 ]        |
| 2018 | Premiile Australiene pentru Jocuri                      | Jocul de acțiune/aventură al anului                       | Nominalizare | [ 51 ]        |
| 2018 | Premiile Australiene pentru Jocuri                      | Jocul anului                                              | Nominalizare | [ 51 ]        |
| 2019 | Premiile New York pentru Jocuri                         | Premiul Statuia Libertății pentru Cea mai bună lume       | Nominalizare | [ 52 ]        |
| 2019 | Premiile D.I.C.E.                                       | Cel mai bun personaj (Kassandra)                          | Nominalizare | [ 53 ]        |
| 2019 | Premiile D.I.C.E.                                       | Cea mai bună poveste                                      | Nominalizare | [ 53 ]        |
| 2019 | Premiile D.I.C.E.                                       | Cel mai bun joc RPG al anului                             | Nominalizare | [ 53 ]        |
| 2019 | Premiile Societății Americane de Scriitori 2018         | Cel mai bun scenariu de joc video                         | Nominalizare | [ 54 ]        |
| 2019 | Premiile National Academy of Video Game Trade Reviewers | Animație, Artă                                            | Nominalizare | [ 55 ]        |
| 2019 | Premiile National Academy of Video Game Trade Reviewers | Animație, Tehnic                                          | Nominalizare | [ 55 ]        |
| 2019 | Premiile National Academy of Video Game Trade Reviewers | Regie artistică, epoca istorică                           | Nominalizare | [ 55 ]        |
| 2019 | Premiile National Academy of Video Game Trade Reviewers | Costume                                                   | Nominalizare | [ 55 ]        |
| 2019 | Premiile National Academy of Video Game Trade Reviewers | Design, Serie                                             | Nominalizare | [ 55 ]        |
| 2019 | Premiile National Academy of Video Game Trade Reviewers | Coloana sonoră originală, Serie                           | Nominalizare | [ 55 ]        |
| 2019 | Premiile National Academy of Video Game Trade Reviewers | Utilizarea sunetului, Serie                               | Nominalizare | [ 55 ]        |
| 2019 | Premiile SXSW Gaming                                    | Cea mai bună grafică                                      | Nominalizare | [ 56 ]        |
| 2019 | Premiile Game Developers Choice                         | Cea mai bună tehnologie                                   | Nominalizare | [ 57 ]        |
| 2019 | Premiile G.A.N.G. 2019                                  | Coloana sonoră a anului                                   | Nominalizare | [ 58 ]        |
| 2019 | Premiile G.A.N.G. 2019                                  | Cea mai bună secvență cinematografică                     | Nominalizare | [ 58 ]        |
| 2019 | Premiile G.A.N.G. 2019                                  | Cel mai bun dialog                                        | Nominalizare | [ 58 ]        |
| 2019 | Premiile GLAAD Media                                    | Cel mai bun joc video                                     | Nominalizare | [ 59 ]        |
| 2019 | British Academy Games Awards                            | Cel mai bun joc                                           | Nominalizare | [ 60 ]        |
| 2019 | British Academy Games Awards                            | Cea mai bună performanță (Melissanthi Mahut)              | Nominalizare | [ 60 ]        |
| 2019 | Premiile italiene pentru jocuri video                   | Alegerea publicului                                       | Nominalizare | [ 61 ]        |
| 2019 | Premiile italiene pentru jocuri video                   | Jocul anului                                              | Nominalizare | [ 61 ]        |
| 2019 | Premiile italiene pentru jocuri video                   | Cea mai bună regie artistică                              | Nominalizare | [ 61 ]        |
| 2019 | Premiile italiene pentru jocuri video                   | Cel mai bun personaj (Kassandra)                          | Nominalizare | [ 61 ]        |
| 2019 | Ivor Novello Awards                                     | Cea mai bună coloană sonoră de jocuri video               | Nominalizare | [ 62 ]        |